# Xavier Géronimi
Tox
Pour les articles homonymes, voir Tox (homonymie) et Géronimi.
Xavier Géronimi, aussi appelé "Mr Tox", est un guitariste français né en 1960 à Châtelaudren (Côtes-d'Armor) et vivant à Guingamp.
Il a notamment collaboré avec Étienne Daho depuis les années 1980, Alan Stivell, sur l'album Back to Breizh en 2000 et la tournée qui suit, Alain Bashung, notamment lors de la tournée Novice tour en 1992 et l'album Confessions publiques en 1995, Indochine, de 1996 à 1998, et Hubert-Félix Thiéfaine sur la tournée 2001/2002. Également compositeur et arrangeur, il a notamment composé huit des onze titres de l'album L'invitation d'Étienne Daho en 2007 (Victoire de la musique), six morceaux pour Jeanne Mas, Jeu Dangereux pour Jakie Quartz.
Il joue avec son ami Frank Darcel, avec son groupe guingampais Electric Cowpokes et a rejoint en 2014 le collectif Breizharock et le groupe celto-berbère Taÿfa. Il joue en 2018 avec le groupe Marquis de Sade, reformé en 2017. Fin 2021, il intègre le groupe Stone Age.

## Biographie

### Les expériences: rock 'n' roll, expérimentations...

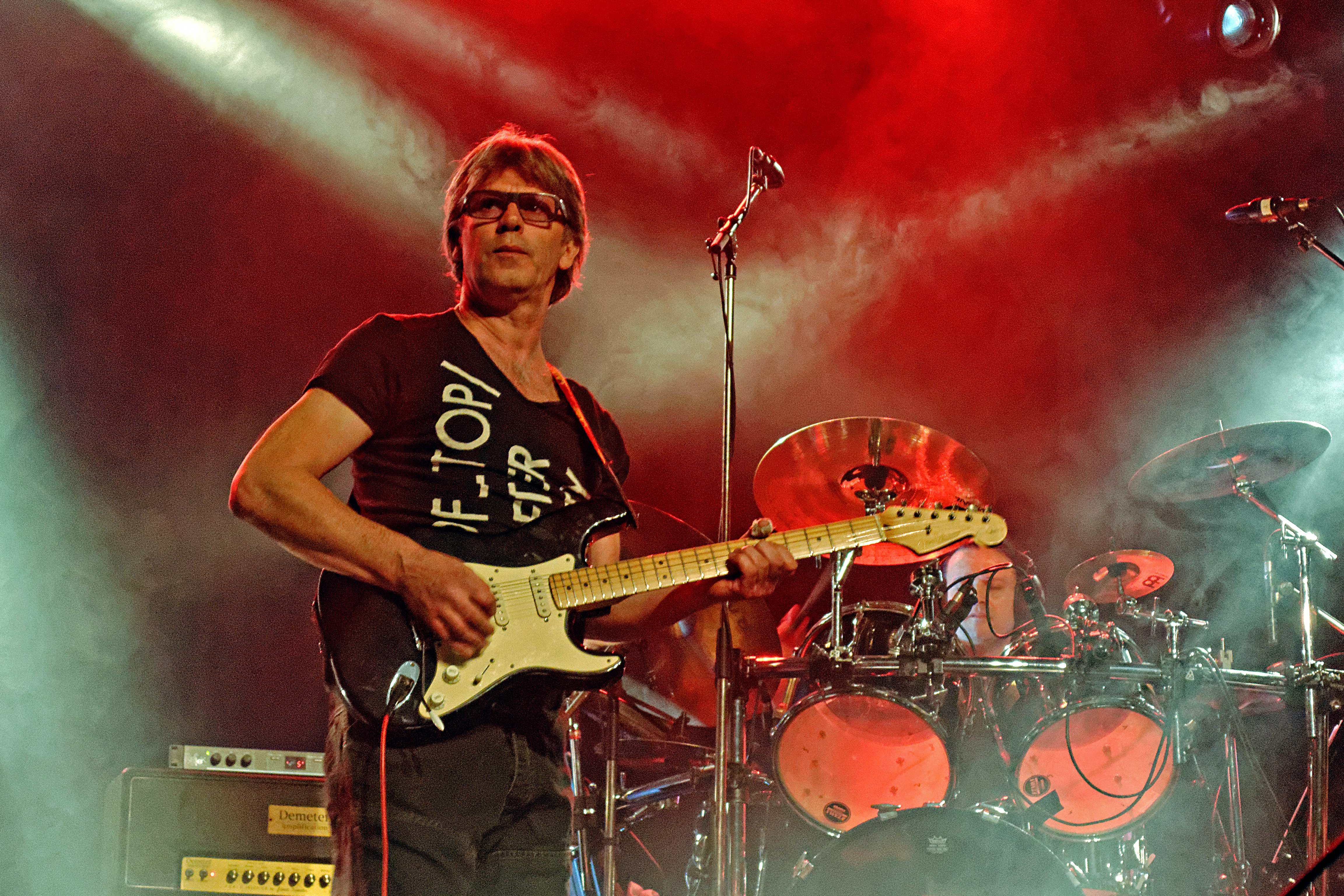
"Tox" en 2015

Xavier Géronimi naît en Bretagne, dans les Côtes-du-Nord, d'un père corse et d'une mère bretonne. L'écoute de la chanson Rock Around the Clock de Bill Haley marque son coup de foudre pour le rock des années 1950 et surtout, le son des guitares électriques. À 14 ans, après s'être essayé sur une guitare-jouet en bois, il obtient sa première guitare électrique, une Aria blanche Deluxe. Il a ensuite acquis et revendus environ quatre cents modèles. Il apprend en autodidacte, à l'oreille, en écoutant David Bowie ou du rhythm and blues (Otis Redding, Booker T) et en reproduisant les parties de guitare note pour note (d'où ses surnoms de Texto, Textino, Tox). Pour cela, il ralentit les parties les plus rapides en mettant ses disques 33 tours sur 16 tours.
Il démarre en jouant dans les bals. Repéré par Philippe Maujard, il est engagé à 17 ans pour jouer avec la première mouture du groupe rennais Ubik. Les compositions d'Henry Jégou et plus tard de Philippe Maujard sont orientées vers la musique expérimentale, ce qui est pour lui enrichissant sur le plan sonore et rythmique. Il enregistre avec Ubik et Peter Hammill, leader de Van der Graaf Generator, l'album Surf à Bath, dans le sud de l'Angleterre. Il est alors l'un des seuls à posséder une guitare synthétiseur et se fait embaucher dans la foulée par Bernard Szajner pour son album Brute Reason, où l'on retrouve le leader de Magazine, Howard Devoto.

### Les tournées: avec Daho, Bashung, en Asie...

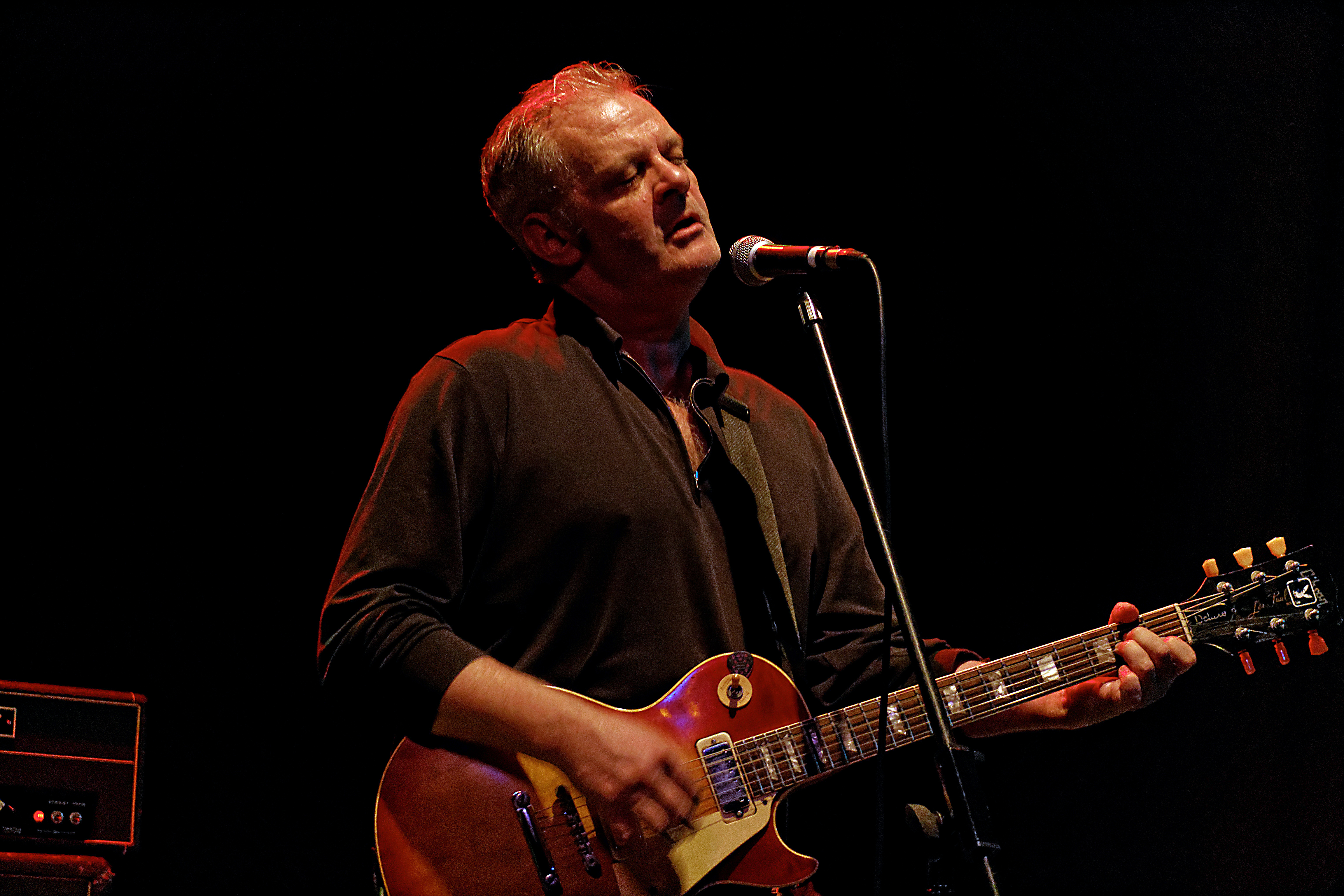
Frank Darcel, musicien producteur

En 1984, il sympathise avec Étienne Daho, présenté par son ami Frank Darcel, guitariste dans le groupe rennais Marquis de Sade. L'album La Notte marque le début de quinze ans de complicité et de travail en commun, jusqu'au milieu des années 1990, après le live à l'Olympia. En 2007, ils se retrouvent et Tox compose huit des onze titres de l'album L'Invitation d’Étienne Daho, dont Toi Jamais Toujours écrit par Brigitte Fontaine.
Sa curiosité pour les découvertes le mène d'abord à jouer avec la chanteuse Sapho, avec qui il découvre le Japon pour une tournée de quelques mois (où il rencontre Carlos Alomar, le célèbre guitariste de Bowie, dans un club branché de Tokyo). Ses collaborations ponctuelles sont nombreuses : Starshooter, Bill Pritchard ou Françoise Hardy... Inconnu en France, il accompagne le chanteur rennais Patrick Gaspard en Chine et est témoin de l'attribution d'un statut par les Chinois qui fait d'eux les représentants "officiels" de la musique occidentale.
Par l'intermédiaire du bassiste d'Alain Bashung, il est engagé pour la deuxième partie de la tournée "Novice". Il alterne les tournées entre Daho et Bashung. À Lisbonne, il participe aux productions musicales assurées par Frank Darcel, dont plusieurs albums avec la star locale Paulo Gonzo, avec qui il se lie d'amitié. En 2008, il forme avec Frank Darcel le groupe Republik, qui sort son premier album six titres en 2009. Il quitte Republik en 2010 mais intervient en guest sur l'album Éléments en 2015.

### La Bretagne: les musiques traditionnelles et actuelles

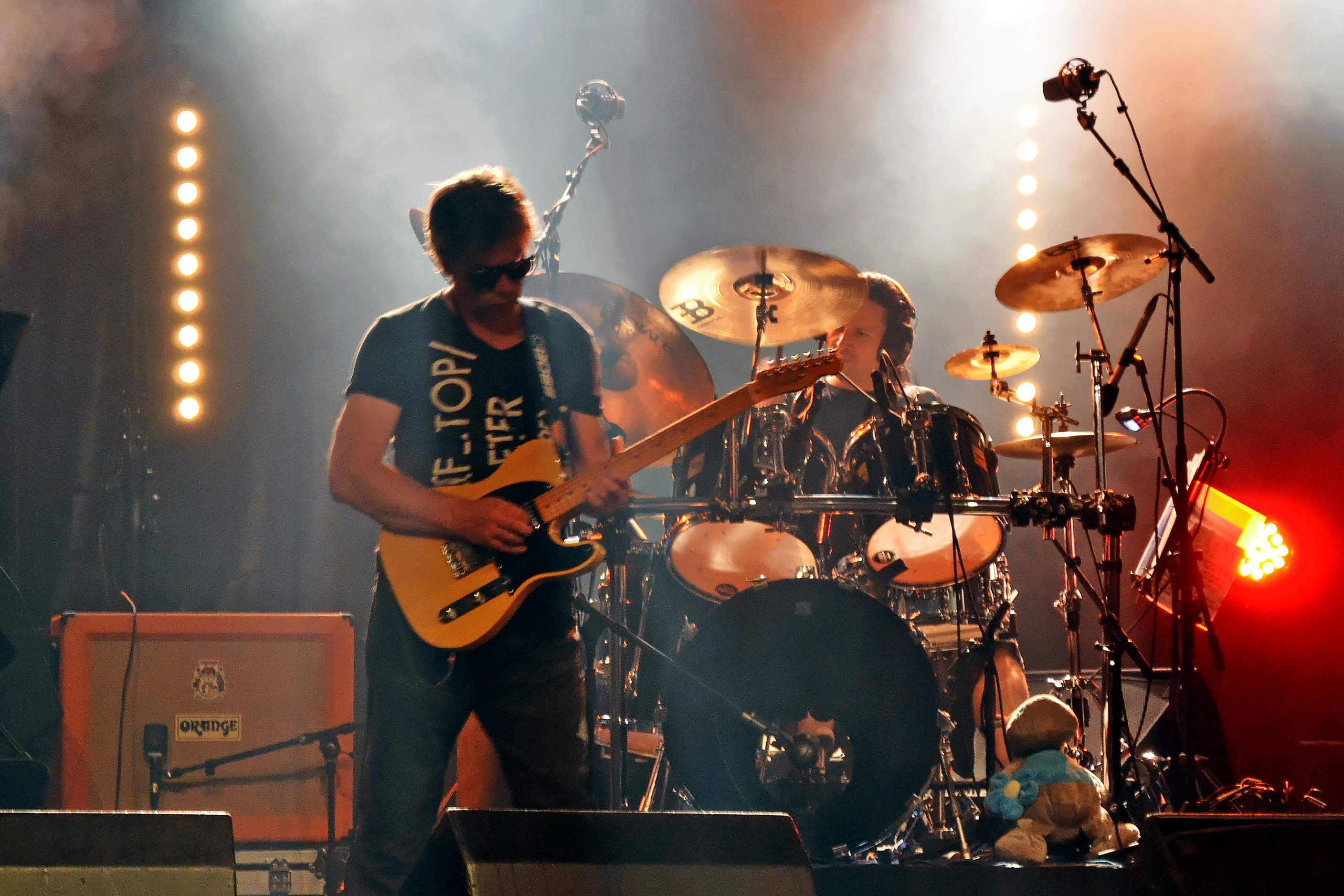
Xavier Géronimi à Bénodet le 14 juillet 2014 avec Breizharock.

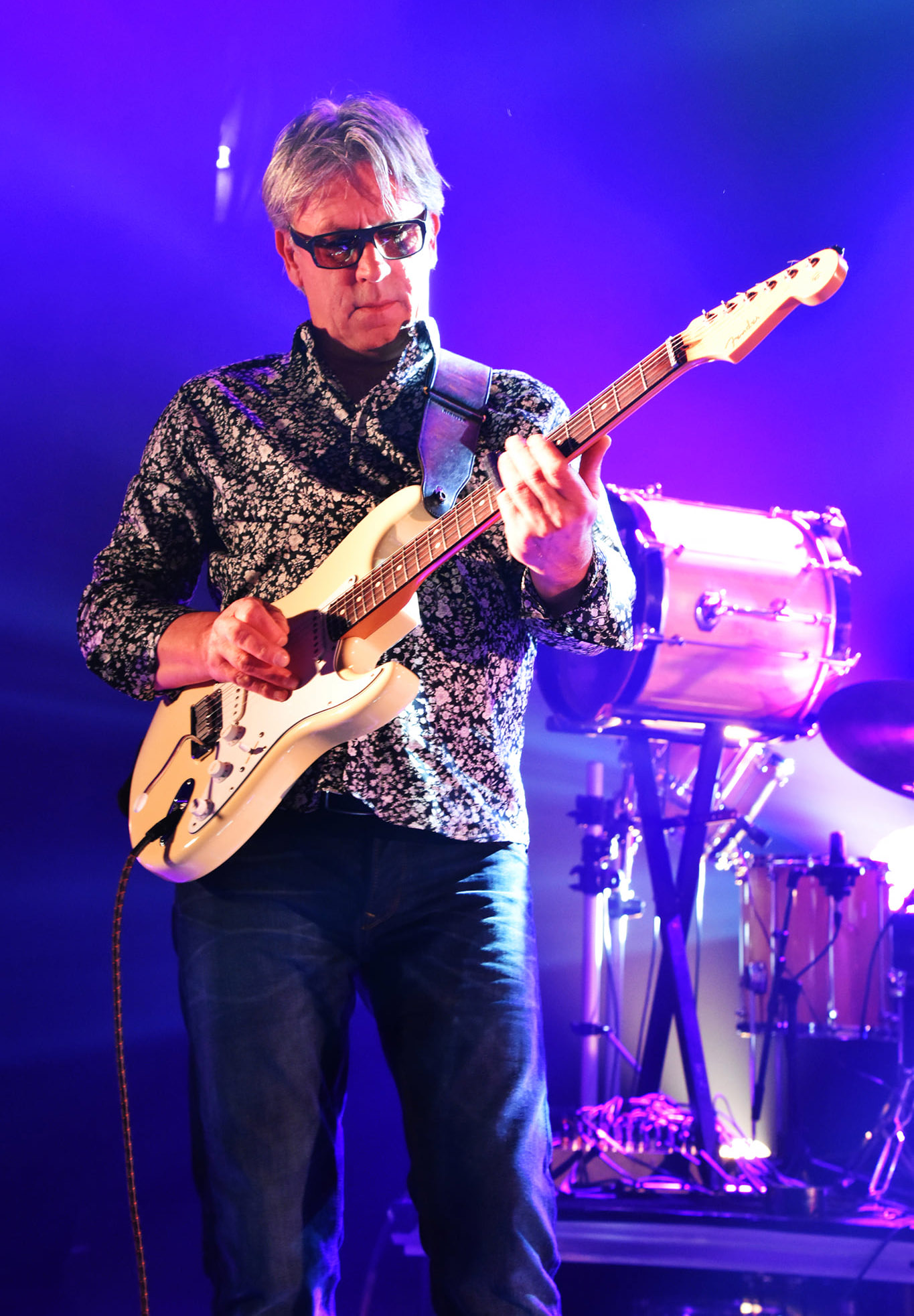
Xavier Géronimi - Stone Age Landivisiau 2021

À la fin des années 1990, on le retrouve, en live ou en studio, aux côtés d'Indochine, Peter Kingsbery, Jacques Higelin...
Dans la musique bretonne, il s'illustre aux côtés d'Alan Stivell pour l'album et la tournée Back to Breizh en 2000-2001, Denez Prigent  pour Sarac'h, les Frères Guichen en 2004... Il est intégré au collectif Celtic Procession, fédéré par le guitariste Jacques Pellen. En 2013, le guitariste Jean-Charles Guichen fait appel à lui pour son groupe de rock breton et il enregistre sur l'album Les chansons de l'innocence retrouvée d’Étienne Daho. En 2014, il succède à Pat O'May dans le groupe Breizharock et il intègre le groupe celto-berbère Taÿfa.
En 2017, il rejoint le groupe culte de la scène rennaise Marquis de Sade qui se reforme quarante ans après ses débuts. Il participe au concert de reformation à Rennes, l'album live et la tournée qui suit en 2018-2019. Frank Darcel fait appel à lui pour accompagner la chanteuse bretonne Nolwenn Korbell en 2017 pour le projet Nolwenn Korbell's band et l'album Avel Azul.

## Discographie

### Avec Étienne Daho
- 1984 : La Notte, la Notte…
- 1986 : Pop Satori
- 1987 : Une Nuit Satori à l'Olympia (VHS)
- 1988 : Pour nos vies martiennes
- 1988 : Bleu Comme Toi
- 1989 : Live ED !
- 1989 : Caribbean Sea
- 1993 : DahOlympia
- 1998 : Tant Pis Pour L'Idaho ! (VHS)
- 1998 : Singles
- 2003 : Réévolution
- 2007 : L'Invitation
- 2011 : Monsieur Daho
- 2013 : Les chansons de l'innocence retrouvée

### Autres participations
- 1983 : Brute Reason – Bernard Szajner
- 1983 : Ubik – Surf
- 1985 : Passions, Passons – Sapho
- 1987 : Les Petits Boudins – Robert Farel
- 1988 : La Ville – Daniel Darc
- 1988 : Décalages – Françoise Hardy
- 1988 : Let's Go A Goa – Arnold Turboust
- 1988 : Grain de Folie – Tess (producteur)
- 1988 : Margarita – Arnold Turboust
- 1989 : Three Months, Three Weeks and Two Days – Bill Pritchard
- 1989 : Merge – Arthur Baker And The Backbeat Disciples
- 1990 : Cafe Des 2 Mondes – Les Valentins
- 1991 : Des Fleurs Pour un Caméléon – Lio
- 1992 : Succès Damnés – Lala
- 1995 : Confessions publiques – Alain Bashung
- 1995 : Atao – Frank Darcel
- 1995 : Once In A Million – Peter Kingsbery
- 1997 : Quase Tudo – Paulo Gonzo
- 1997 : Indo Live – Indochine
- 1998 : Paradis Païen – Jacques Higelin
- 2000 : Back to Breizh – Alan Stivell
- 2002 : Au Bataclan – Hubert-Félix Thiéfaine
- 2003 : Sarac’h – Denez Prigent
- 2004 : Frères – Frères Guichen
- 2005 : I Only Play R&R for Kids to Dance: Tribute to Johnny Thunders
- 2008 : L'Album Rock, Vol. 6
- 2009 : I thought war was over (EP) – Republik (Frank Darcel...)
- 2010 : Soleil Bleu – Sylvie Vartan
- 2010 : Démodé – Arnold Turboust
- 2010 : Méfiez-vous des petites filles - Philippe Marlu
- 2015 : Elipsenn – Jean-Charles Guichen
- 2015 : Éléments – Republik
- 2016 : Arnold Turboust – Arnold Turboust
- 2017 : Avel Azul - Nolwenn Korbell's Band
- 2017 : So on - Sandra Caroll et Nicolas Macsana
- 2017 : 16-09-17 - Marquis de Sade (live CD/DVD)